# Sang du Christ
 (mars 2023).
Si vous disposez d'ouvrages ou d'articles de référence ou si vous connaissez des sites web de qualité traitant du thème abordé ici, merci de compléter l'article en donnant les références utiles à sa vérifiabilité et en les liant à la section « Notes et références ».

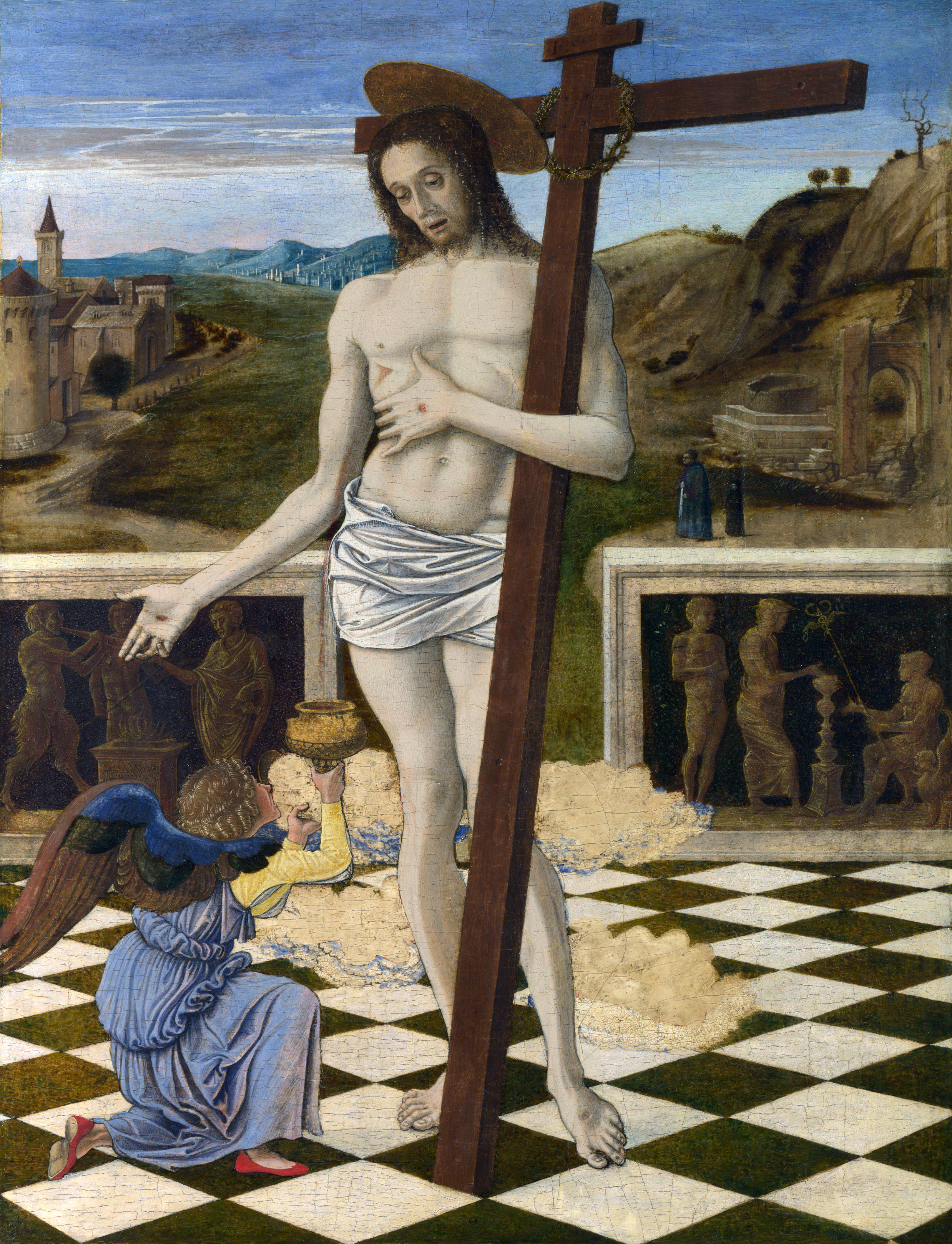
Le Sang du Rédempteur, par Giovanni Bellini.

Le Sang du Christ est le sang qui s'est échappé des blessures de Jésus-Christ lors de la Crucifixion. Dans le christianisme, ce sang est présent lors de la communion, selon des modalités différentes en fonction des diverses confessions : la transsubstantiation pour le catholicisme, la consubstantiation pour le luthéranisme, la présence pneumatique pour le calvinisme...

## Sources bibliques
Dans le catholicisme, ce thème est rattaché en commentaire du 20e dimanche du temps ordinaire, année B, Évangile selon Jean, chapitre 6, versets 51-58 : 
« " Je suis le pain vivant qui est descendu du ciel. Si quelqu'un mange de ce pain, il vivra éternellement; et le pain que je donnerai, c'est ma chair, pour le salut du monde ". Là-dessus, les Juifs disputaient entre eux, disant : " Comment cet homme peut-il donner sa chair à manger ? ". Jésus leur dit : " En vérité, en vérité, je vous le dis, si vous ne mangez la chair du Fils de l'homme, et ne buvez son sang, vous n'avez point la vie en vous-mêmes. Celui qui mange ma chair et boit mon sang a la vie éternelle, et moi, je le ressusciterai au dernier jour. Car ma chair est vraiment une nourriture, et mon sang est vraiment un breuvage. Celui qui mange ma chair et boit mon sang, demeure en moi, et moi en lui. Comme le Père qui est vivant m'a envoyé, et que je vis par le Père, ainsi celui qui me mange vivra aussi par moi.  C'est là le pain qui est descendu du ciel : il n'en est point comme de vos pères qui ont mangé la manne et qui sont morts ; celui qui mange de ce pain vivra éternellement " ».

## Interprétations

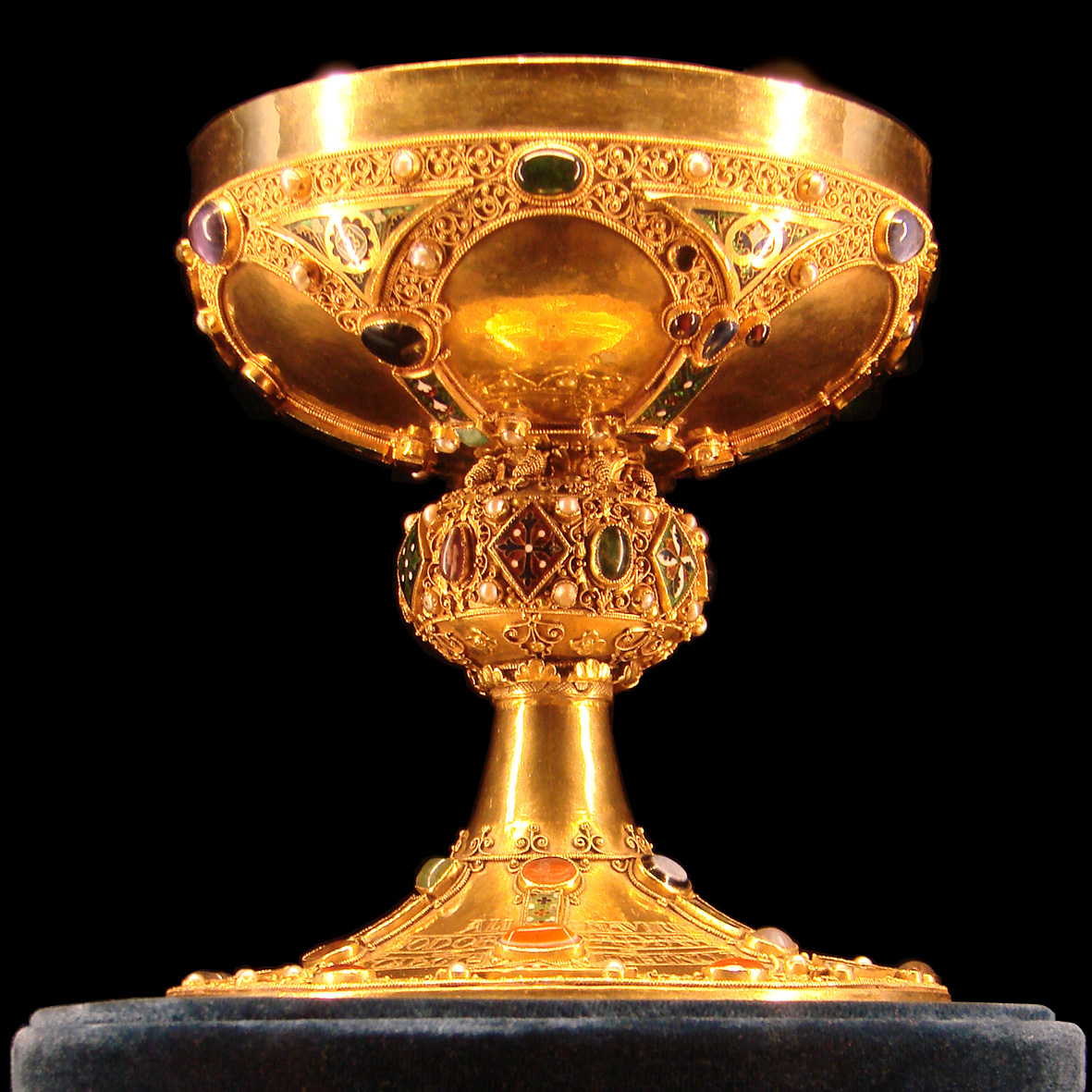
Le calice de l'Eucharistie contenant le vin de messe.

Pour l'archevêque Théophylacte :
« De même, la coupe du Sang du Seigneur est une vraie boisson, car elle n'étanche pas notre soif pour un temps limité, mais elle préserve pour toujours de la soif celui qui la boit, et elle ne le laisse pas insatisfait. Comme le Seigneur l'a dit à la Samaritaine : " Celui qui boira de l'eau que moi, je lui donnerai, n'aura plus jamais soif " (Jn 4. 14). En effet, quiconque recevra la grâce de l'Esprit Saint en participant aux divins mystères, ne souffrira ni de la faim spirituelle ni de la soif, comme ceux qui n'ont pas la foi ».

## Iconographie
La Sang du Christ est un thème fréquent dans l'iconographie chrétienne, évoqué notamment par le sang qui s'écoule d'une ou de plusieurs de ses cinq plaies et qui est recueilli dans un calice, par des saints ou des anges hématophores (littéralement « porteurs de sang »).

## Fête du Précieux Sang
La « fête du Précieux Sang du Seigneur Jésus-Christ » est instituée par le pape Pie IX en 1849 depuis son exil de Gaète. Il en fixe la date au 1er juillet. En 1934, Pie XI l’élève comme l’une des fêtes les plus importantes de l’Église et Jean XXIII en fait écrire les litanies pour rappeler l’importance de cette dévotion. Après le concile Vatican II, la fête est retirée du calendrier liturgique (1970), car elle est jugée trop proche de la Fête-Dieu.